# Otac
Otac je muški roditelj, biološki ili samo socijalni (društveni roditelj). Ženski je ekvivalent majka.
Otac je osoba koja obično brine o materijalnim dohotku i fizičkoj zaštiti obitelji.
Znanstvenim istraživanjima utvrđeno je da redovan međuodnos s ocem potiče kognitivne vještine poput razmišljanja i razvoja govora te smanjuje delinkventno ponašanje kod djece. Prema 40-godišnjim istraživanjima u Ujedinjenom Kraljevstvu uvtrđeno je da su djeca iz rastavljenih obitelji ili djeca bez oca bila sklonija siromaštvu, nasilju i delikvenciji.